# John Francis Ahearne
John Francis „Bunny“ Ahearne (24. listopadu 1900 Wexford, Irsko – 11. dubna 1985 Toddington, Spojené království) byl hokejový funkcionář, osmý předseda IIHF.

## Kariéra
Narodil se v Irsku, od 16 let byl sedm let v britské armádě radistou, poté se stal úspěšným podnikatelem v cestovním ruchu. První kontakty s ledním hokejem měl na začátku 30. let, od roku 1933 byl sekretář britského hokejového svazu. Vytvořil olympijský tým Velké Británie pro ZOH 1936 převážně z hráčů kanadského původu a dovedl jej k olympijskému vítězství. Po válce se stal významným funkcionářem mezinárodní úrovně. Nejdříve byl v letech (1947 – 51) generálním sekretářem IIHF, poté místopředsedou (1951 – 57) a od 1957 v pravidelných intervalech 1957 – 60, 1963 – 66 a 1969 – 75 předsedou IIHF. Mezitím byl v letech 1960 – 63 a 1966 – 69 místopředsedou IIHF. Zúčastnil se více než 40 mistrovství světa, předsedal 55 kongresům IIHF. Autoritativním způsobem vedl mezinárodní federaci. Uplatňoval na každém kroku obchodní schopnosti. Byl velkým odpůrcem účasti profesionálních hráčů z Kanady a USA na MS (roztržka s Kanadou 1969, jejíž reakcí byla sedmiletá neúčast Kanady na světových šampionátech). Byl jednou z největších postav mezi funkcionáři IIHF. Od roku 1975 byl čestným předsedou IIHF a od roku 1977 třetí Evropan (po P. Loicqovi a A. Tarasovovi) v Síni slávy v Torontu.

### Funkce
- 1934 – 71 sekretář britského hokejového svazu
- 1971 – 82 předseda britského hokejového svazu
- 1947 – 51 generální sekretář IIHF
- 1951 – 57 místopředseda IIHF
- 1957 – 60 předseda IIHF
- 1960 – 63 místopředseda IIHF
- 1963 – 66 předseda IIHF
- 1966 – 69 místopředseda IIHF
- 1969 – 75 předseda IIHF[2]

## Ocenění
- Jmenován členem Hokejové síně slávy (1977)
- Uveden do britské hokejové síně slávy (1985)
- Uveden do Síně slávy IIHF (1997)